# Montaiguët-en-Forez
Montaiguët-en-Forez é uma comuna francesa na região administrativa de Auvérnia-Ródano-Alpes, no departamento Allier. Estende-se por uma área de 22,31 km². Em 2010 a comuna tinha 311 habitantes (densidade: 13,9 hab./km²).